# TWD EXPRESS
『TWD EXPRESS』（ティーダブリューディーエクスプレス）は、聖悠紀によるSF漫画。学習研究社刊行の漫画雑誌『月刊コミックNORA』に連載された。単行本4巻。

## あらすじ
TWD EXPRESSは「どんな荷物でも星から星へ運びます」がモットーの、高速星間運送会社。しかしケン、デューク、イワンの男3人が共同経営する会社はいつも貧乏で、大手の運輸会社「オリンピア運輸」から金になる厄介な仕事をもらって（トラブルに巻き込まれつつも）何とか食いつないでいた。
しかし輸送用の宇宙船を買い換える際、海賊が売り場に隠した最新型の戦闘用宇宙船を知らずに買ってしまったことから、海賊の親玉である宇宙友愛協会と敵対することになる。

## 登場人物

### TWDエクスプレス
“タイガー”ケン・カトー
短気で正義感の強い熱血漢。3人の中では、一応リーダー格。宇宙船の船長でメインパイロット。先端恐怖症で、尖った物を見ると理性を失うと同時に、野獣のような運動能力と怪力を発揮する。虎縞模様の服が多い。
元軍人で、白兵戦を専門とする421特殊部隊に所属していた。特殊な肉体改造と訓練を経て「強化」能力を得たが、極度の精神的ストレスにより意思に関係なく強化し凶暴化する「発作」を持っていた。軍を退役する際に先端恐怖症という条件付けをすることで「弱体化」されたが、それでも高い戦闘能力を誇る。退役後、ある星間運送会社の手伝いを切っ掛けに、自らの星間運送会社を立ち上げた。
“ウルフ”デューク・スターン
クールで美女に目のない色男だが、優男な外見に反するタフな一面も持つ。宇宙船の航海長でチーフ・パーサー。女性問題を一手に引き受け、買い物の値段を負けてもらったり機密情報をもらったりするために、女性と一夜を共にすることもしばしば。
銀河最高のコンピュータ専門学校「論理学究院（ロゴスアカデミア）」の卒業生で、宇宙でもトップクラスのコンピュータ・エンジニア。本名はアーノルド・スターン。腕力に劣るため、戦闘時はバトル・スーツを着用する。
“ドラゴン”イワン・サルニコフ
寡黙で常に冷静な大男。宇宙船の機関長で船医。普段は髪の毛で目元が見えないが、前髪を持ち上げたときは左右の目の色の違いを利用した催眠術「メトニ・カラーヴァ」を使う（カメラ越しやビデオなどでも催眠を掛けられる）。メカニックとしての腕前は低くはないが出費を渋る一面があり、安値に引かれて買った品物に「訳あり」が多く、トラブルの種になることも多い。服の左胸に「竜」の字が入っていることが多い。
元「教団」の僧侶で、「メトニ・カラーヴァ」も「教団」で学んだ。何らかの理由で「教団」を抜け出したらしいが、それらの過去は作中では詳しく語られなかった。
リナ
人間そっくりに作られた人造生命体「ハイドラ（高い生命力と再生力を持ち、水だけで生きていける）」の女の子。人間型のハイドラは違法だが、金持ちのサディズム道楽のためだけに作られた。そこから逃げ出したところをデュークに助けられる。
恋人としてデュークと同棲するようになって以降は、TWDで受付と事務を担当するようになり、TWDの看板娘となった。事務能力も家事能力も優秀らしい。
シュウシュウ
人間型のカエルのような（鱗があるらしい）ハイドラ。戦闘特化型のハイドラで、「強化兵」と同等の運動能力と怪力を持つ。リナを作った博士が彼女を取り返すために連れてきたが、博士が登場しなくなった（逮捕された？）後、何故かTWDで下働きをすることになる。
人間の言葉が理解でき、宇宙船の操縦が可能なほど知能は高いが、やや間の抜けた性格。「シューシュー」としかしゃべれないのが名前の由来。

### 宇宙友愛協会
ビクター・ゼウス
協会の理事で、海賊の総司令。貴族的でクールな美男子だが、軍から漏れた情報を元に「強化」能力を得ている。また同時に、催眠術「メトニ・カラーヴァ」も使う。
ディミトリアス・ヘレネ
協会の幹部で、デュークの「論理学究院（ロゴスアカデミア）」時代の恋人。デューク曰く「天才中の天才」。自分の才能に相応しい富と権力を手に入れるため、協会に入会した。
理事長
常に仮面をつけ、フード付ローブをまとった謎の人物。
地獄の番犬
理事長の直接命令でのみ動く、暗殺などを専門とする4人組。

### その他
ベラ・モニカ・レットン
TWDの取引先「オリンピア運輸」の管理部長。やり手のキャリア・ウーマンで、TWDの3人には「ばーさん」と呼ばれつつも困ったときには頼られている。
オットー・レンツ・ゴーダム
リナとシュウシュウを作った科学者。会社の金を横領して逃げた後は、違法な仕事を引き受けていた様子。リナやシュウシュウの能力の高さを見る限り、ハイドラ製造の技術力は高い。
アレックス・ジョーンズ
連邦軍の情報部員。ケンの宇宙軍時代の同僚で「強化」能力を持つ。妻アネットの依頼によってケンと再会した後は、宇宙友愛協会の撲滅のためにケンに協力するようになる。

## 宇宙船
スライダー7
TWDが使用していた宇宙船。船識番号ISC-62G。老朽化により、スライダー8に取って代わられる。
スライダー8
TWDが使用する宇宙船。宇宙友愛協会が秘密裏に製造した最新型の戦闘艦で、協会には「ゼフィルス」と呼ばれる。
ドラゴンフライ・B-41
スライダー8の候補としてTWDが採用を検討した輸送機。UNION STAR SHIP社製。リーマンフレイン社製超高速計算脳および軍用スペックのゴリアテⅣ型エンジン搭載。上部にトンボのマークがある。
XR-15（号）
空間パトロールのロボット船。追跡時に空間パトロールの歌を歌うことがある。電子脳でロボットおまわりを遠隔コントロール可能。TWDの天敵。一度ミサイルを受けて爆発したが…。

## OVA
『TWD EXPRESS ROLLING TAKEOFF』（ティーダブリューディーエクスプレス ローリングテイクオフ）のタイトルで、1987年7月21日に松竹CBS/FOXビデオよりVHS/Beta/LDで発売された。55分。なお、発売に先立って7月14日から松竹富士の配給で劇場公開されている。併映は長谷川裕一原作の『マップス 伝説のさまよえる星人たち』。
キャスト
- ケン・カトー - 難波圭一
- デューク・スターン - 塩沢兼人
- イワン・サルニコフ - 野島昭生
- リナ - 荘真由美
- レットン - 山田栄子
- ゴーダム - 永井一郎
- シュウシュウ - 安西正弘
- タイラー - 飯塚昭三
- XR-15 - 小林通孝
- ガレオ - 銀河万丈
- ノーラ - 朽木真理
- ケイ - 村田博美
- 管制官 - 平野正人

スタッフ
- 企画・制作 - 学研アニメ映像事業室
- 監督 - 湯山邦彦
- 脚本 - 橋本以蔵
- キャラクターデザイン・作画監督 - 小林一幸
- 作画監督補佐 - 松原徳弘
- メカニックデザイン - 渡部高志
- 美術監督 - 長尾仁
- 撮影監督 - 杉村重郎
- 演出助手 - 高本宣弘
- 編集 - 掛須秀一
- 音響監督 - 松浦典良
- 音響プロデューサー - 黒田洋
- 音楽プロデューサー - 坂井洋一（中央音楽出版）
- 音楽 - 山崎稔
- プロデューサー - 黒島正夫（松竹）、近藤良英（松竹）
- 制作プロデューサー - 金子泰生（学研）、若菜章夫
- アニメーション制作協力 - スタジオぎゃろっぷ
- 製作 - 松竹株式会社

主題歌
「イエスなら抱きしめて」
作詞 - SHOW / 作・編曲 - 山崎稔 / 歌 - 太田貴子
CDアルバム
『TWD EXPRESS ROLLING TAKEOFF オリジナルサウンドトラック』
1987年7月25日に徳間ジャパンコミュニケーションズより発売。39分。